# Ringe Kommune
Ringe Kommune i Fyns Amt blev dannet ved kommunalreformen i 1970. Ved strukturreformen i 2007 indgik den i Faaborg-Midtfyn Kommune sammen med Broby Kommune, Faaborg Kommune, Ryslinge Kommune og Årslev Kommune.

## Tidligere kommuner
I starten af 1960'erne blev en lille sognekommune lagt sammen med den store Ringe sognekommune:
| Kommune  | Folketal november 1960 | Byer  |
| -------- | ---------------------- | ----- |
| Ringe    | 4.750                  | Ringe |
| Gestelev | 586                    |       |
| I alt    | 5.336                  |       |

Midt i 1960'erne blev yderligere 2 sognekommuner lagt sammen med Ringe:
| Kommune           | Folketal september 1965 | Byer     |
| ----------------- | ----------------------- | -------- |
| Ringe             | 5.648                   |          |
| Herringe          | 491                     | Herringe |
| Søllinge-Hellerup | 850                     | Søllinge |
| I alt             | 6.989                   |          |

Ved selve kommunalreformen blev Ringe Kommune udvidet med yderligere 6 sognekommuner:
| Kommune       | Folketal 1. januar 1970 | Byer       |
| ------------- | ----------------------- | ---------- |
| Ringe         | 6.886                   |            |
| Espe          | 927                     | Espe       |
| Heden         | 373                     | Heden      |
| Hillerslev    | 1.183                   |            |
| Krarup        | 764                     | Krarup     |
| Sønder Højrup | 569                     | Pederstrup |
| Vantinge      | 330                     | Vantinge   |
| I alt         | 11.032                  |            |

## Sogne
Ringe Kommune bestod af følgende sogne:
- Espe Sogn (Sallinge Herred)
- Gestelev Sogn (Sallinge Herred)
- Heden Sogn (Sallinge Herred)
- Hellerup Sogn (Vindinge Herred)
- Herringe Sogn (Sallinge Herred)
- Hillerslev Sogn (Sallinge Herred)
- Krarup Sogn (Sallinge Herred)
- Ringe Sogn (Gudme Herred)
- Søllinge Sogn (Vindinge Herred)
- Sønder Højrup Sogn (Vindinge Herred)
- Vantinge Sogn (Sallinge Herred)

## Borgmestre[4]
| Navn           | Parti   | Periode   |
| -------------- | ------- | --------- |
| Carl Stokkebro | Venstre | 1970-1974 |
| Erik Hansen    | Venstre | 1974-1994 |
| Bo Andersen    | Venstre | 1994-2006 |